# Österreichische Meisterschaften im Skilanglauf 2015
Die Österreichischen Meisterschaften im Skilanglauf 2015 begannen am 14. September 2014 mit den Skirollerrennen am Gaisberg. Die Einzelrennen und das anschließende Verfolgungsrennen wurden am 17. und 18. Januar 2015 in Lackenhof ausgetragen. Das Massenstartrennen und das Sprintrennen fanden am 20. und 21. März in Hochfilzen statt.

## Ergebnisse Herren

### Sprint Freistil
| Platz | Name               | Verein                  |
| ----- | ------------------ | ----------------------- |
| 1     | Dominik Baldauf    | SV Sulzberg             |
| 2     | Bernhard Tritscher | SC Saalfelden           |
| 3     | Harald Wurm        | WSV Vomp                |
| 4     | Aurelius Herburger | SV Sulzberg             |
| 5     | Markus Bader       | SC Waidring             |
| 6     | Clemens Blassnig   | Union St. Veit          |
| 7     | Tobias Habenicht   | TUS Klagenfurt          |
| 8     | Urban Lensch       | Langlaufclub Längenfeld |

Datum: 20. März in Hochfilzen

Es waren 18 Läufer am Start.

### 10 km klassisch Einzel
| Platz | Name                    | Verein                  | Zeit        |
| ----- | ----------------------- | ----------------------- | ----------- |
| 1     | Paul Constantin Pepene  | Rumänien                | 29:15,0 min |
| 2     | Peter Mlynár            | Slowakei                | 29:26,8 min |
| 3     | Tobias Habenicht        | TUS Klagenfurt          | 29:59,1 min |
| 4     | Luis Stadlober          | SC Sparkasse Radstadt   | 30:26,3 min |
| 5     | Aurelius Herburger      | SV Sulzberg             | 30:28,2 min |
| 6     | Alexander Gotthalmseder | SC Waldzell             | 30:31,9 min |
| 7     | Petrică Hogiu           | Rumänien                | 30:34,9 min |
| 8     | Fabian Kattnig          | SU Rosenbach            | 30:35,3 min |
| 9     | Imanol Rojo             | Spanien                 | 31:04,1 min |
| 10    | Kevin Plessnitzer       | WSV Ramsau am Dachstein | 31:04,5 min |

Datum: 17. Januar in Lackenhof

Es waren 22 Läufer am Start. Das Rennen der Junioren mit 14 Teilnehmern gewann Tobias Riedlsperger. Ausländische Teilnehmer erhielten keine Medaillen.

### 10 km Verfolgung
| Platz | Name                    | Verein                  | Zeit        |
| ----- | ----------------------- | ----------------------- | ----------- |
| 1     | Luis Stadlober          | SC Sparkasse Radstadt   | 55:41,9 min |
| 2     | Aurelius Herburger      | SV Sulzberg             | 55:45,4 min |
| 3     | Alexander Gotthalmseder | SC Waldzell             | 55:46,4 min |
| 4     | Tobias Habenicht        | TUS Klagenfurt          | 55:58,0 min |
| 5     | Fabian Kattnig          | SU Rosenbach            | 56:06,1 min |
| 6     | Kevin Plessnitzer       | WSV Ramsau am Dachstein | 56:14,3 min |
| 7     | Imanol Rojo             | Spanien                 | 56:15,4 min |
| 8     | Simon Kugler            | Union Liebenau          | 57:56,4 min |
| 9     | Clemens Blassnig        | Union St. Veit          | 58:29,4 min |
| 10    | Ádám Kónya              | Ungarn                  | 58:31,2 min |

Datum: 18. Januar in Lackenhof

Es waren 20 Läufer am Start. Das Rennen der Junioren mit 12 Teilnehmern gewann Tobias Riedlsperger.

### 30 km Freistil Massenstart
| Platz | Name                  | Verein         | Zeit        |
| ----- | --------------------- | -------------- | ----------- |
| 1     | Bernhard Tritscher    | Sc Saalfelden  | 1:10:11,9 h |
| 2     | Markus Bader          | SC Waidring    | 1:13:19,9 h |
| 3     | Dominik Baldauf       | SV Sulzberg    | 1:13:20,0 h |
| 4     | Aurelius Herburger    | SV Sulzberg    | 1:13:21,1 h |
| 5     | Paul Gerstgraser      | SV Schwarzach  | 1:13:28,1 h |
| 6     | Bernhard Flaschberger | Union St. Veit | 1:13:30,7 h |
| 7     | Clemens Blassnig      | Union St. Veit | 1:14:33,6 h |
| 8     | Simon Kugler          | Union Liebenau | 1:15:22,0 h |
| 9     | Tobias Habenicht      | TUS Klagenfurt | 1:16:07,0 h |
| 10    | Harald Wurm           | WSV Vomp       | 1:16:08,8 h |

Datum: 21. März in Hochfilzen

Es waren 59 Läufer am Start.

### 9 km Skiroller
| Platz | Name                    | Verein                  | Zeit         |
| ----- | ----------------------- | ----------------------- | ------------ |
| 1     | Bernhard Tritscher      | Sc Saalfelden           | 32:40,15 min |
| 2     | Dominik Baldauf         | SV Sulzberg             | 33:38,08 min |
| 3     | Max Hauke               | WSV Liezen              | 33:51,51 min |
| 4     | Niklas Liederer         | WSV Ramsau am Dachstein | 34:52,48 min |
| 5     | Kevin Plessnitzer       | WSV Ramsau am Dachstein | 35:14,39 min |
| 6     | Alexander Gotthalmseder | SC Waldzell             | 35:38,61 min |
| 7     | Tobias Habenicht        | TUS Klagenfurt          | 35:59,78 min |
| 8     | Alexander Brandner      |                         | 36:01,98 min |
| 9     | Simon Kugler            | Union Liebenau          | 36:46,86 min |
| 10    | Matthias Fugger         | SU Rosenbach            | 37:05,63 min |

Datum: 14. September 2014 am Gaisberg

Es waren 14 Läufer am Start.

## Ergebnisse Frauen

### Sprint Freistil
| Platz | Name             | Verein                |
| ----- | ---------------- | --------------------- |
| 1     | Teresa Stadlober | SC Sparkasse Radstadt |
| 2     | Nathalie Schwarz | SU Raika Zwettl       |
| 3     | Anna Seebacher   | SC Sparkasse Radstadt |

Datum: 20. März in Hochfilzen

### 5 km klassisch Einzel
| Platz | Name               | Verein                    | Zeit         |
| ----- | ------------------ | ------------------------- | ------------ |
| 1     | Vedrana Malec      | Kroatien                  | 16:31,6 min. |
| 2     | Barbara Walchhofer | USC Altenmarkt-Zauchensee | 16:36,6 min. |
| 3     | Anna Seebacher     | SC Sparkasse Radstadt     | 16:37,4 min. |
| 4     | Jasmin Berchtold   | SC Egg                    | 16:51,5 min. |
| 5     | Rosamund Musgrave  | Großbritannien            | 16:56,6 min. |
| 6     | Kerstin Muschet    | SU Rosenbach              | 17:20,8 min. |

Datum: 17. Januar in Lackenhof

Ausländische Teilnehmer erhielten keine Medaillen.

### 5 km Verfolgung
| Platz | Name               | Verein                    | Zeit         |
| ----- | ------------------ | ------------------------- | ------------ |
| 1     | Anna Seebacher     | SC Sparkasse Radstadt     | 30:59,4 min. |
| 2     | Jasmin Berchtold   | SC Egg                    | 31:01,8 min. |
| 3     | Vedrana Malec      | Kroatien                  | 31:03,5 min. |
| 4     | Barbara Walchhofer | USC Altenmarkt-Zauchensee | 31:26,7 min. |
| 5     | Rosamund Musgrave  | Großbritannien            | 31:49,8 min. |
| 6     | Kerstin Muschet    | SU Rosenbach              | 32:19,8 min. |

Datum: 18. Januar in Lackenhof

Ausländische Teilnehmer erhielten keine Medaillen.

### 15 km Freistil Massenstart
| Platz | Name              | Verein                | Zeit         |
| ----- | ----------------- | --------------------- | ------------ |
| 1     | Teresa Stadlober  | SC Sparkasse Radstadt | 38:27,8 min. |
| 2     | Lisa Unterweger   | SC Rottenmann         | 40:20,9 min. |
| 3     | Anna Seebacher    | SC Sparkasse Radstadt | 40:44,7 min. |
| 4     | Jasmin Berchtold  | SC Egg                | 43:08,7 min. |
| 5     | Sabine Erharter   | SC Hopfgarten         | 46:21,0 min. |
| 6     | Theresa Roseneder | SC Göstling-Hochkar   | 46:47,6 min  |
| 7     | Katharina Luschan | WSV Strobl            | 51:59,3 min  |
| 8     | Barbara Laner     | Kitzbühler SC         | 52:31,2 min  |
| 9     | Sabrina Brandl    | USC Lilienfeld        | 55:14,1 min  |

Datum: 21. März in Hochfilzen